# Сосна сибирская кедровая
Сосна́ сиби́рская кедро́вая, или Сиби́рский кедр (лат. Pínus sibírica) — один из видов рода Сосна; вечнозелёное дерево, достигающее 35—44 м в высоту и 2 м в диаметре ствола. Максимальная продолжительность жизни — 500 (по некоторым данным 800—850) лет.
Важнейшее достоинство сибирского кедра — его семена (орехи) — ценный высококалорийный пищевой продукт.
Сибирский кедр является близким родственником корейского кедра, кедрового стланика и европейского кедра, включаемых в неформальную группу кедровых сосен.

## Название
С научной точки зрения (биологическая систематика) этот вид относится к роду Сосна (родственник вида сосна обыкновенная, сосна пиния c похожими семенами), а не к роду Кедр (например виды — ливанский кедр, атласский кедр или гималайский кедр), шишки которого сильно отличаются от сосновых.
В России растение получило известность на рубеже XVII—XVIII веков под народным названием «сибирский кедр», или просто «кедр». Например, в так называемой Сибирской летописи Саввы Есипова XVII века: «…на сем же камени ростяху деревие различное: кедри и прочая…».
Во многих местных диалектах Сибири, Забайкалья, Алтая и Приморья за кедровыми соснами, прежде всего, за сосной сибирской, в противовес общепринятому «кедру» закрепилось значительно более корректное с точки зрения ботаники название «кедровник». Причём, употребляется это слово не в привычном общесловарном смысле, применительно к целому кедровому лесу или кедровому стланику, а устойчиво — к отдельным деревьям, растущим по отдельности или в лесу. Со временем такое употребление термина проникло в литературный и научный язык, хотя и не стало общеупотребительным.

Лес хвойный, прегустой после отворот, совсем как тот, который изображает сцена в «Жизни за царя». На деревьях совсем наглухо ветви кедровника и пихты (главные породы), кухта; лес так част, так завален деревьями, такие сугробы снега, что я ничего подобного не видел...— Пётр Кропоткин, Дневник, 25 октября 1865 года

## Ботаническое описание

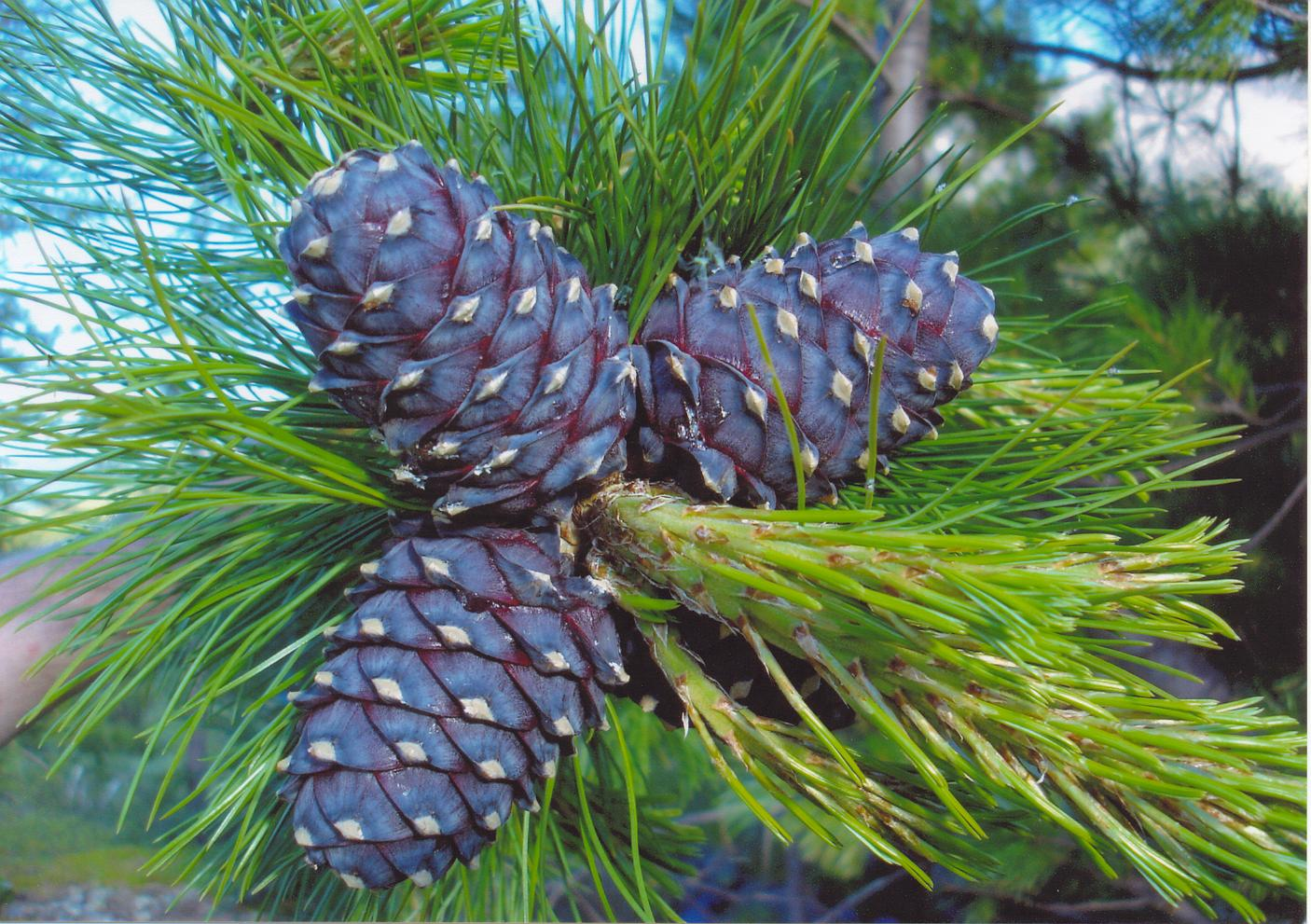
Хвоя и шишки сибирского кедра

Сибирский кедр — вечнозелёное дерево 20—25 (40) м высотой. Отличается густой, часто многовершинной кроной с толстыми сучьями. Ствол прямой, ровный буро-серый, у старых деревьев образует трещиноватую чешуйчатую кору. Ветвление мутовчатое. Побеги последнего года коричневые, покрыты длинными рыжими волосками.
Хвоя на укороченных побегах тёмно-зелёная с сизым налётом, длиной 6—14 см, мягкая, в разрезе трёхгранная, слегка зазубренная, растёт пучками, по пять хвоинок в пучке.
Корневая система состоит из короткого стержневого корня, от которого отходят боковые корни. Последние оканчиваются мелкими корневыми волосками, на концах которых развивается микориза. На хорошо дренированных, особенно лёгких по механическому составу почвах при коротком стержневом корне (до 40—50 см) у дерева развиваются мощные якорные корни, проникающие на глубину до 2—3 м. Якорные корни вместе с прикорневыми лапами обеспечивают устойчивость ствола и кроны.
Вегетационный период очень короткий (40—45 дней в году). По этой причине сосну сибирскую относят к медленнорастущим породам. Дерево теневыносливое.
Сибирский кедр — однодомное, раздельнополое растение, то есть мужские и женские шишечки располагаются на одном дереве. Растение анемофильное: опыление происходит при помощи ветра. Мужские шишки (микростробилы) собраны у основания удлинённых побегов (прироста текущего года), женские (мегастробилы) образуются на концах ростовых побегов, когда последние заканчивают свой рост, возле верхушечной почки. Почки конические, постепенно сужающиеся, 6—10 мм длины, не смолистые; почечные чешуи длинно и постепенно заострённые, ланцетные. Пыльниковые стробилы на своей оси несут микроспорофиллы, более крупные у основания, чем у вершины. На оси женских шишек размещены кроющие чешуи. В их пазухах находятся семенные чешуи с двумя семяпочками. Семенные чешуи у основания шишек также более крупные, чем у вершины. Пылит в июне.
Зрелые шишки крупные, вытянутые, яйцевидной формы, сначала фиолетовые, а затем коричневые, 5—8 см шириной, в длину до 13 см; чешуи их плотные, прижатые, на поверхности покрыты короткими жёсткими волосками. Щитки утолщённые, широко ромбовидные, крупные, до 2 см шириной с небольшим белым пупком. Шишки вызревают в течение 14—15 месяцев и опадают в сентябре следующего года. Шишки опадают целиком, не раскрываясь. Каждая шишка содержит от 30 до 150 семян — кедровых «орешков». Семена крупные, 10—14 мм длины и 6—10 мм ширины, косообратно-яйцевидные, тёмно-бурые, без крыльев. Масса 1000 семян — 250 граммов. С одного дерева можно получить до 12 кг «орехов» за сезон. Плодоносить сибирский кедр начинает в среднем через 60 лет, иногда и позже. Обильное семяношение повторяется через три — десять лет.
В распространении семян большую роль играют кедровка (Nucifraga caryocatactes) и сибирский бурундук (Eutamias sibiricus).

## Таксономия
- Pinus sibirica Du Tour, 1803, Dict. Sci. Nat. (ed. 2), 18: 18.

### Синонимы
Ранее некоторые источники относили дерево к разновидностям европейского кедра:
Homotypic:
- Pinus cembra var. sibirica (Du Tour) G.Don in J.C.Loudon, Hort. Brit.: 387 (1830).
- Pinus cembra subsp. sibirica (Du Tour) Krylov, Fl. Alt. 7: 1724 (1914).
- Pinus cembra var. sibirica (Du Tour) A.E.Murray, Kalmia 13: 22 (1983).

Heterotypic:
- Pinus coronans Litv., Trudy Bot. Muz. Imp. Akad. Nauk 11: 23 (1913).
- Pinus cembra f. kairamoi Schwer., Mitt. Deutsch. Dendrol. Ges. 36: 185 (1926).
- Pinus cembra f. coronans (Litv.) Krylov, Fl. Zapadnoy Sibiri 1: 79 (1927).
- Pinus arolla Petrov, Fl. Iakut.: 63 (1930).
- Pinus hingganensis H.J.Zhang, Bull. Bot. Res., Harbin 5(1): 151 (1985).
- Pinus sibirica var. hingganensis (H.J.Zhang) Silba, Phytologia 68: 61 (1990).
- Pinus sibirica subsp. hingganensis (H.J.Zhang) Silba, J. Int. Conifer Preserv. Soc. 16: 33 (2009).

## Распространение и экология

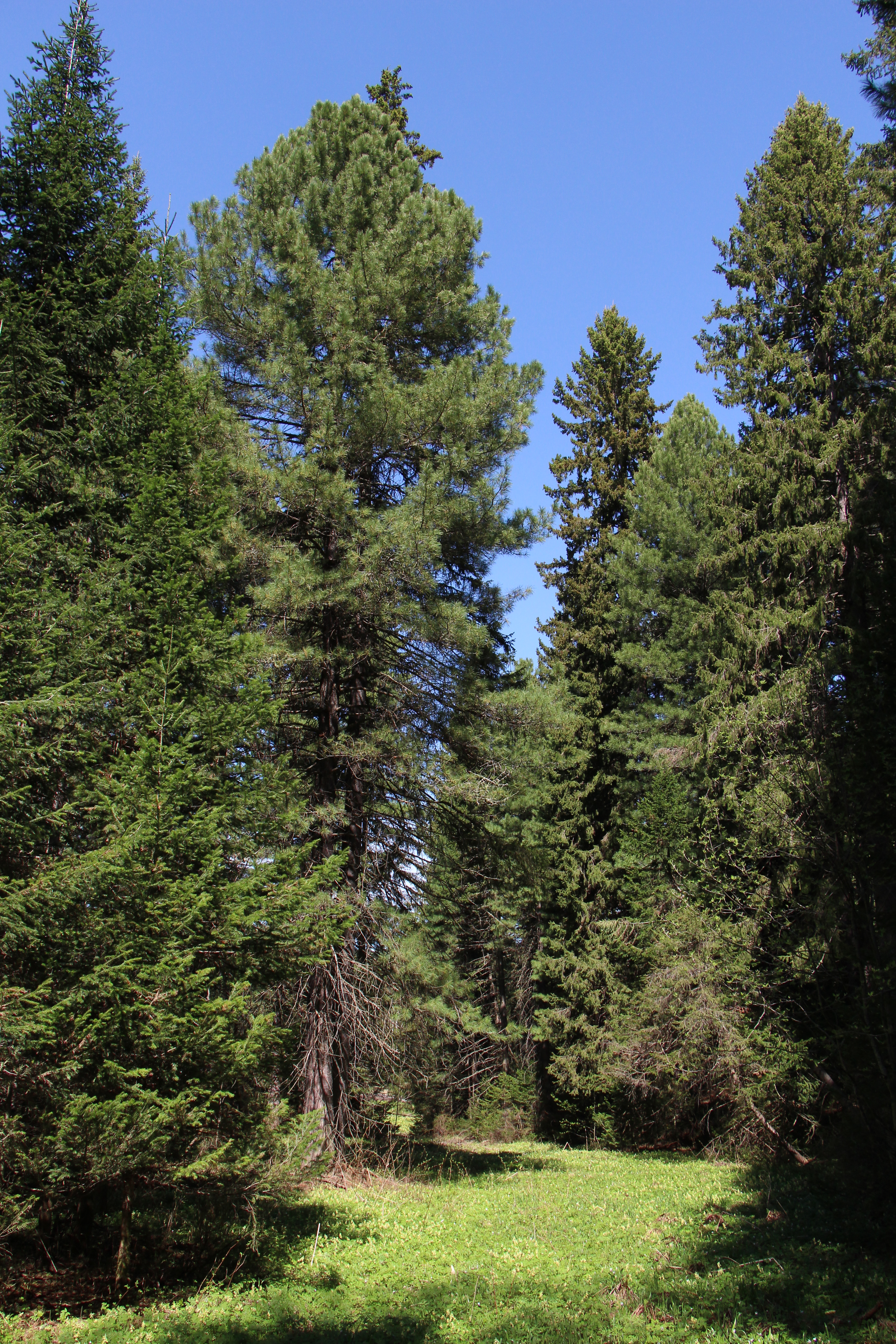
Петуховский припоселковый кедровник, Томский район, Томская область

Кедровая сосна широко распространена в Западной Сибири по всей лесной полосе от 48 до 66° с. ш., в Восточной Сибири в связи с вечной мерзлотой северная граница ареала резко отклоняется к югу. На запад от Урала распространяется лишь до Тиманского кряжа. В Центральном Алтае верхняя граница распространения лежит на высоте 1900—2000 м над уровнем моря, а в южных районах она поднимается до высоты 2400 м. Сибирский кедр растёт также на территории Восточного Казахстана, Северной Монголии и Китая (в провинциях Хэйлунцзян, Внутренняя Монголия, Синьцзян.
Характерное дерево темнохвойной тайги, может образовывать чистые леса — кедрачи, либо входить в состав смешанных лесов с другими хвойными породами. В горах и на болотах образует стланиковые формы. Предпочитает супесчаные и суглинистые почвы, но может расти и на каменистых субстратах и сфагновых болотах. Сибирская кедровая сосна морозостойка, теневынослива, требовательна к теплу, влажности воздуха и почвы. В основном, избегает холодных почв с близким залеганием вечной мерзлоты. Большинство местообитаний в границах естественного ареала характеризуется отсутствием многолетнемёрзлых грунтов.
На территории европейского севера России существуют посадки сибирского кедра. Это старые «дореволюционные» кедровые рощи: в Архангельской области это Коряжемская, Черевковская, Соезерская, Сийская и две соловецкие; в Вологодской области — Чагринская под Грязовцем, Катаевская и Петряевская вблизи Великого Устюга. В XVI веке на землях Толгского монастыря под Ярославлем была заложена роща сибирского кедра площадью в десятину; около пятидесяти деревьев живы до сих пор и обильно плодоносят.
В насаждениях начинает плодоносить в 50—60 лет. Отдельно стоящие деревья дают первую шишку в 20—25 лет. «Возмужалость» зависит от типов лесов и условий произрастания. На гарях первую шишку могут давать в 25—27 , в разомкнутых древостоях в 28—35, в насаждениях со сомкнутостью 0,4—0,5 в 35—40 лет.

## Консортивные связи
Между сибирским кедром и кедровкой исторически сложились взаимно полезные межвидовые консортивные связи. Семена служат кедровке основным кормом и, как результат, в процессе эволюции это отразилось на строении некоторых её органов и образе жизни, а инстинкт запасания кедровкой корма на зиму оказался полезным для естественного возобновления сибирского кедра и формирования кедровников. Создавая запасы семян, кедровка прячет их небольшими (до 30 орешков) порциями в многочисленных местах, более или менее равномерно расположенных на непокрытых и покрытых лесом площадях в верхних горизонтах почвы и в моховом покрове. Благодаря этому в местах, где семена кедровкой были потеряны или по каким-либо другим причинам не использованы, образуются одиночные или групповые всходы.
Помимо кедровки, семенами кедра сибирского питаются бурундук, белка, соболь, медведь, дятел, поползень и др., но облигатными консортами кедровой сосны их назвать нельзя: в рационе этих животных семена этой породы не являются обязательными. Только соболю, как показали наблюдения для нормальной жизнедеятельности и воспроизводства требуется некоторое количество семян.
Среди животных, питающихся другими частями сибирского кедра (хвоей, древесиной, лубом и т. д.) облигатные консорты, по-видимому, отсутствуют. Нет облигатных консортов у сибирского кедра, вероятно и среди грибов, в том числе образующих микоризу. Хотя кедровая сосна — растение в сильной степени микотрофное и при отсутствии микоризы расти не может, связанные только с сибирским кедром грибы-микоризообразователи до сих пор не выявлены. Известно пока только одно: кедр сибирский развивает микоризу с теми же видами грибов, что и другие лесообразующие породы.

## Химический состав
В состав сибирского кедра входит большое количество биологически активных веществ, различные части растения (древесина, кора, хвоя, орехи) неоднократно исследовались на предмет выявления значимых для фармакологии компонентов.

## Фармакологические свойства
Масло ореха сибирского кедра нормализует липидный спектр крови, снижает уровень холестерина, способствует уменьшению избыточной массы тела. Ряд физиологических эффектов этого масла связан с наличием в нём выявленных терпенов.

## Хозяйственное значение и применение

### Древесина
Древесина сибирского кедра мягкая, лёгкая и прочная, с приятным запахом, высоко ценится, применяется, в частности, для производства карандашей, обладает красивой текстурой, оттенками от розово- и светло-бежевого до нежно-шоколадного и тёмно-коричневого. Она не поддается влаге и не разъедается жучками, почти не подвержена гниению, червоточине. Легко обрабатывается, очень хорошо строгается, полируется и высыхает практически без растрескивания. Благодаря этим свойствам древесина кедра используется в производстве мебели, поделок, жилищном строительстве, отделке помещений. Древесина сибирского кедра обладает отличными резонансными свойствами: из неё делают рояли, арфы, гитары.
Запас древесины в кедровниках среднего возраста — 260—560 м³/га.
Оставшиеся на лесосеках пни используют для смолокурения.
В традиционных ремёслах, кроме древесины, используются тонкие корни кедра. Из них плетут сосуды разных форм и размеров — корневатики.

### Кедровый орех

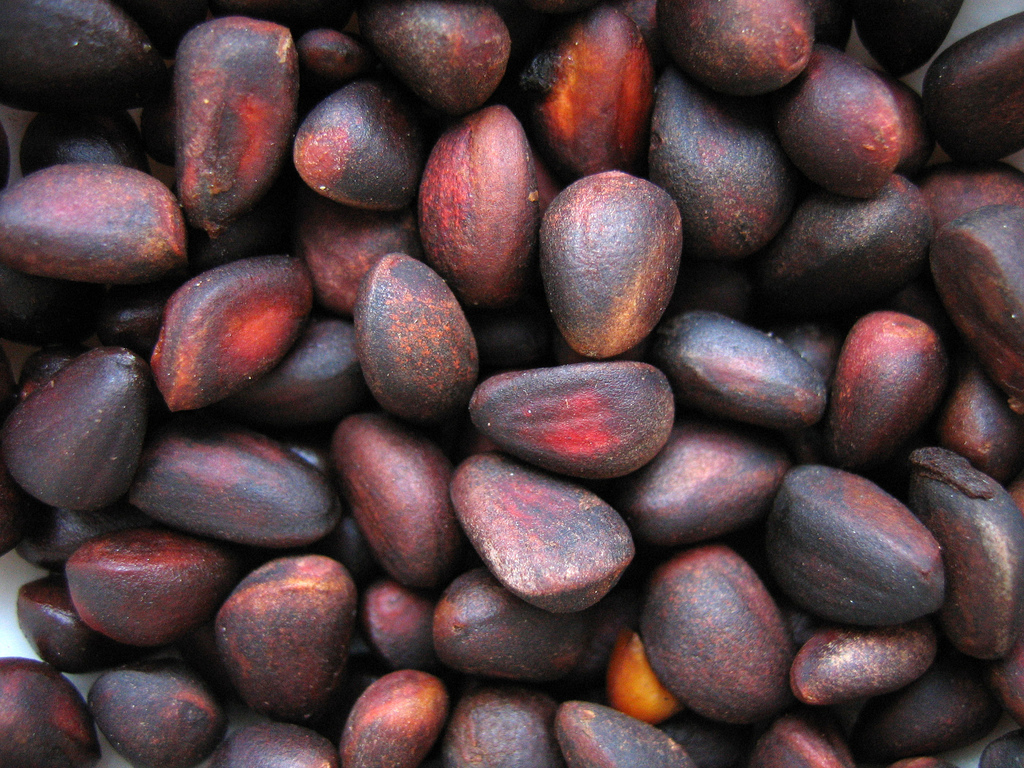
Кедровые орехи

«Кедровые орешки» — ценный пищевой продукт, могут употребляться в пищу как в сыром виде, так и после термообработки. По количеству фосфатидного фосфора кедровые орехи превосходят все другие виды орехов и семена масличных культур и равноценны сое — наиболее богатому источнику лецитина среди растительного сырья. Суточную потребность человека в таких дефицитных микроэлементах, как марганец, медь, цинк и кобальт, обеспечивают 100 г ядра орехов. Они же являются богатым источником иода. Среди углеводов в семенах кедра содержится (%): крахмала — 5,80; глюкозы — 2,83; декстринов — 2,26; клетчатки — 2,21. Фруктоза и сахароза составляют лишь 0,25 и 0,44 %. Белок кедровых орехов отличается высоким содержанием лизина, метионина и триптофана — наиболее дефицитных незаменимых аминокислот, обычно лимитирующих биологическую ценность белков.
Урожай «орехов» в различных типах кедровых лесов Западной Сибири — от 10 до 640 кг/га (широкотравные кедровники — самые урожайные, сфагновые — низкоурожайные).
«Кедровый орех» — народное название, с научной точки зрения семена голосеменных растений не могут иметь тип плода «орех».

#### Масло кедрового ореха
Орехи идут на изготовление кедрового жирного масла. Оно содержит в два раза больше витамина E по сравнению с грецким орехом и миндалём, а также витамина Р (незаменимые жирные кислоты). По сумме жирных кислот кедровое масло превосходит арахисовое, соевое, подсолнечное, кукурузное и хлопковое масла. Кедровое масло используют в пищевой промышленности, медицине, мыловарении, для изготовления олифы и лаков. Жмых используется в качестве пищевого продукта для людей и животных, а с конца XX века — и в производстве биологически активных добавок.

### Медицинское использование
Хвоей кедра лечат цингу, живицей — раны, порезы и ожоги. В народной медицине настой скорлупы свежих орехов пьют при глухоте, нервных расстройствах, болезнях печени и почек, от геморроя, отваром скорлупы моют руки и ноги для удаления волосатости.
Масло кедрового ореха является полноценным источником полиненасыщенных жирных кислот (ПНЖК). Для удовлетворения суточной потребности незаменимых жирных кислот необходимо ежедневно употреблять около 20 мл масла в день. Оказывает холестериноснижающее действие, способствует нормализации липидного спектра крови (уровень холестерина ЛПВП повысился на 29 %, а уровень ЛПНП снизился на 21 %, индекс атерогенности понизился на 40 %), снижению систолического артериального давления и уменьшению избыточной массы тела.
Измельчённые кедровые орехи угнетают желудочную секрецию, уменьшается выработка желудочного сока и снижается его кислотность. Сто граммов кедровых орехов покрывает суточную потребность человека в витамине E.
Подтверждена профилактическая эффективность кедрового масла при его включении в диетическое питание больных с сердечно-сосудистой патологией.
Из живицы сибирской кедровой сосны (так же как и лиственницы сибирской) в России производится натуральная жевательная резинка для профилактики заболеваний полости рта.

### Употребление в пищу
Можно производить кондитерские изделия, обогащенные белковыми продуктами из ядер орехов кедровой сибирской сосны, которые могут быть рекомендованы для функционального и лечебно-профилактического питания.
На основе кедрового масла разработаны рецептуры трёхкомпонентных смесей растительных масел, оптимизированных по составу кислот ω-3 и ω-6 и предназначенных для функционального питания. Разработаны комбинированные продукты с кедровым жмыхом: сыры, майонезы, кондитерские пасты, крупы быстрого приготовления, пищевые концентраты — полуфабрикаты мучных кондитерских изделий, хлебобулочные изделия.

### В садоводстве
Кедр сибирский и его сорта выращивается в садах, как декоративное садовое растение. В посадках и в культуре может поражаться пузырчатой ржавчиной вызываемой грибом Cronartium ribicola.

## Генетика
В 2014 году были проведены исследования полиморфизма сосны сибирской кедровой по пяти локусам (RPS-124, RPS-90, PTTX-2123, PTTX-2146, PICO) с температурой отжига праймеров 55 ˚С. Анализ показал, что по RPS-124, RPS-90, PTTX-2123 уровень изменчивости небольшой, деревья являются мономорфными, однако по PTTX-2146 выявлен третий аллельный вариант, который характерен для кедрового стланика, что говорит о вероятности далёкой гибридизации. Наибольший уровень генетического полиморфизма показывает аллель PICO, выявлены четыре формы быстрых аллелей. Учёные пришли к выводу, что для сосны сибирской кедровой южно-якутской популяции (Олёкминский район Якутии) характерна относительная мономорфность, а в отдельных ценопопуляциях (посёлок Нерюктяйинский 2-й) имеется полиморфизм по PICO и PTTX-2146.

## Геральдика
Изображение кедровой сосны и шишек используется в геральдике России.

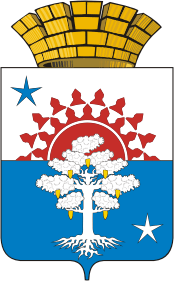
Герб города Серова Свердловской области
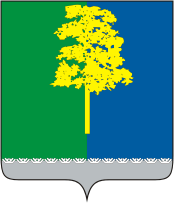
Герб Кондинского района Ханты-Мансийского автономного округа — Югры
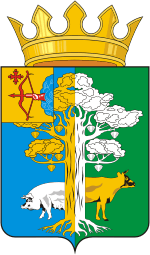
Герб Кирово-Чепецкого района Кировской области